# 해면동물
해면동물(海綿動物)은 해면동물문 동물의 총칭이다. 해면동물은 간단한 구조의 후생동물이자 근육·신경계·소화계·배설계의 분화가 없는 하등동물로서, 현재 약 15,000종 정도가 알려져 있다. 동정세포가 있어서 이것으로 입수공을 통해 들어온 먹이를 받아들이는데, 이때의 동정세포는 한 개의 편모를 가지므로 원생동물의 편모충류와 비슷하다고 여겨진다. 다른 후생동물과 구별하여 '측생동물(側生動物)'이라고도 한다.
해면동물의 발생은 자웅동체(암수한몸) 또는 자웅이체(암수딴몸)으로서, 생식은 무성생식과 유성생식이 모두 행해진다. 무성생식은 모체에서 싹이 터서 이것이 새로운 개체가 되는 출아법이며, 유성생식은 알과 정자의 수정에 의한다. 이때 정자나 알은 몸 속의 원생세포로부터 만들어지는데, 알은 어미의 몸 안에서 다른 개체의 정자와 수정하며, 다시 그 곳에서 발생이 진행된다. 이와 같이 만들어진 수정란은 규칙적인 난할을 거쳐 해면으로 성장한다. 그리하여 표면이 섬모로 뒤덮인 포배가 되면, 어미의 몸을 뚫고 밖으로 나와 물 속을 헤엄쳐 다닌다.
해면동물의 생활은 바다 밑바닥에서 생존하는 극소수를 제외하고는 대부분 다른 물체에 부착하여 살고 있다. 특히, 파도가 세찬 해변가에서 흔히 볼 수 있는 해변 해면류는 바위에 밀착하여 살아간다. 또한 바다수세미와 같이 물의 흐름이 느린 깊은 바다속에 사는 것은 골편으로 된 뿌리털을 진흙 속에 박고 있거나 뿌리털이 모랫덩이에 둘러싸여 바다 밑바닥에 서 있다. 많은 종류의 해면은 공생을 한다. 예를 들어, 주황해변해면류의 몸에는 따개비의 일종이 숨어 살고 있으며, 해변해면류의 몸 속에는 갯지렁이류가 공생하기도 하는데, 해면은 이들 동물이 먹고 남은 찌꺼기나 배설물, 또는 그 죽은 몸체를 먹이로 삼는다. 특히, 깊은 바다에 사는 바다수세미의 위강에는 동혈
새우가 들어 있다. 이것은 동혈새우가 어린 해면의 위강에 들어갔다가, 후에 출입구가 막혀 해면 속에 갇혀 버렸기 때문이다. 해면동물은 골편의 특징에 다라 석회해면강·육방해면강·보통해면강·동골해면강의 4강으로 나눈다.

## 해면동물 캐릭터
해면동물을 본떠서 만든 애니메이션 캐릭터가 네모바지 스폰지밥이다.

## 하위 분류
- 석회해면강 (Calcarea)
- 보통해면강 (Demospongiae)
- 육방해면강 (Hexactinellida)
- 동골해면강 (Homoscleromorpha)

## 참고 자료
- 이 문서에는 다음커뮤니케이션(현 카카오)에서 GFDL 또는 CC-SA 라이선스로 배포한 글로벌 세계대백과사전의 내용을 기초로 작성된 글이 포함되어 있습니다.